# Bernette Beyers
Bernette Beyers, née le 17 janvier 1992 à Stellenbosch, est une coureuse cycliste sud-africaine, spécialiste de la piste.

## Biographie
Ce n'est qu'en 2013 que Bernette Beyers commence à faire du cyclisme, sur un vélo emprunté à un magasin de vélo local. En janvier 2015, elle commence à s'entraîner sur piste. Quelques semaines plus tard, elle  remporte six médailles aux championnats provinciaux du Cap-Occidental et d'autres médailles aux championnats nationaux. Ensuite, elle est invitée avec sa compatriote Odette van Deventer à un séjour d'entraînement de trois mois au Centre mondial du cyclisme de l'Union cycliste internationale à Aigle, en Suisse. En mai 2016, elle court en France au Vélodrome de Saint-Quentin-en-Yvelines et établi un nouveau record d'Afrique sur 200 mètres lancé en 11,358 secondes. En novembre, elle est victime d'une chute lors de la petite finale du keirin sur la Coupe du monde de Glasgow et se casse la clavicule.
En mars 2017, elle est quadruple championne d'Afrique sur le 500 mètres, la vitesse individuelle et par équipes (avec Jennifer Abbot), ainsi que la course aux points. Elle est également deuxième du keirin.

## Palmarès sur piste

### Championnats d'Afrique
- Durban 2017
  -  Championne d'Afrique du 500 mètres
  -  Championne d'Afrique de vitesse individuelle
  -  Championne d'Afrique de vitesse par équipes (avec Jennifer Abbot)
  -  Championne d'Afrique de course aux points
  -  Médaillée d'argent du keirin

### Championnats d'Afrique du Sud
- 2015
  - 2e de la vitesse individuelle
- 2016
  -  Championne d'Afrique du Sud du 500 mètres
  - 3e de la vitesse individuelle
  - 3e de la poursuite individuelle
- 2017
  -  Championne d'Afrique du Sud du 500 mètres
  -  Championne d'Afrique du Sud du keirin
  -  Championne d'Afrique du Sud de vitesse individuelle
  -  Championne d'Afrique du Sud de vitesse par équipes (avec Charlene du Preez)
  -  Championne d'Afrique du Sud de course aux points
  -  Championne d'Afrique du Sud du scratch
  -  Championne d'Afrique du Sud d'omnium
  - 2e de la poursuite individuelle
  - 2e de la poursuite par équipes